# Джованни Фальконе (фильм)
Джованни Фальконе (итал. Giovanni Falcone) — криминально-политическая драма режиссёра Джузеппе Феррары, вышедшая на экраны 28 октября 1993.

## Сюжет
Фильм вышел через год после гибели известных борцов с организованной преступностью прокурора Джованни Фальконе и судьи Паоло Борселлино, убитых коза нострой в мае-июле 1992.
В центре сюжета борьба Фальконе с сицилийской мафией и его попытки выйти на высокопоставленных покровителей коза ностры — так называемый «третий уровень» мафии (крупный капитал и политики). В ленте последовательно показаны основные этапы деятельности Фальконе: начало расследования, связанное с событиями второй мафиозной войны (1981—1982); образование «пула антимафия»; убийство генерала Далла Кьезы; арест Томмазо Бушетты и его показания против лидеров корлеонской группировки; первый палермский максипроцесс, завершившийся осуждением 360 мафиози и официальным признанием существования в Италии организованной преступной группировки, известной как «коза ностра»; назначение Фальконе заместителем генерального прокурора; критика его деятельности со стороны юристов, группировавшихся вокруг Антонио Ди Пьетро; выдвижение Фальконе на пост генерального прокурора; убийство его и Борселлино по приказу сицилийского капо ди тутти капи Тото Риины.
На главную роль был приглашён актёр Микеле Плачидо, прославившийся в 1980-е годы в роли комиссара Каттани в телесериале «Спрут», и имевший некоторое внешнее сходство с Фальконе.

## В ролях
- Микеле Плачидо — Джованни Фальконе
- Джанкарло Джаннини — Паоло Борселлино
- Анна Бонаюто — Франческа Морвилло
- Массимо Бонетти — Нинни Кассара
- Нелло Ривие — Рокко Кинничи
- Джанни Музи — Томмазо Бушетта
- Марко Лето — Антонино Капоннетто
- Паоло Де Джорджо — Калоджеро Дзукетто
- Антонио Кантафора — Тотуччо Инцерилло
- Пьетро Бьонди — Доктор (Бруно Контрада)
- Нино Д'Агата — Тотуччо Конторно
- Фабрицио Джифуни — Роберто Антьокья
- Джанфранко Барра — Винченцо Джерачи
- Роберто Нибиле — Альберто Ди Пиза
- Арнальдо Нинки — Сальво Лима
- Джампьеро Бьянки — Клаудио Мартелли
- Джованни Паллавичино — Вито Чанчимино
- Луиджи Анджелилло — Игнацио Сальво
- Джачинто Ферро — Антонино Мели
- Франческо Белломо — Франческо Марино Маннойя
- Ивана Монти — Марчелле Падовани
- Гаэтано Амато — Лучано Лиджи
- Габриела Саитта — синьора Ло Прести

Фильм номинировался в 1994 году на премию Давид ди Донателло в категориях лучший продюсер (Джованни Ди Клементе) и лучший актер второго плана (Джанкарло Джаннини).

## Комментарии
1. ↑  Об этом эпизоде современной итальянской истории Феррара снял в 1984 году фильм «Сто дней в Палермо» (итал. Cento giorni a Palermo)